# 744 هـ
744 هـ هي سنة في التقويم الهجري امتدت مقابلةً في التقويم الميلادي بين سنتي 1343 و1344.

## وفيات
- سيف الدين تنكز
- محمد بن عبد الهادي المقدسي